# 오우치 요시나가
오우치 요시나가(일본어: 大内義長 おおうち よしなが[*], 덴분 원년(1532년)? ~ 고지 3년 음력 4월 3일(1557년 5월 1일))는 스오·나가토 양국의 센고쿠 다이묘이다. 스오 오우치가 제32대 당주.

## 생애

### 출생과 양자
덴분 원년(1532년), 분고국(현재 오이타현)에 근거를 둔 오토모씨의 20대 당주 오토모 요시아키의 차남으로 태어났다. 요시아키의 장남이자 요시나가의 친형은 기리시탄 다이묘로 유명한, 오토모 소린이란 법명으로 더 잘 알려진 오토모 요시시게였다. 아명은 시오오토마루(塩乙丸), 별명은 하치로(八郎), 하루히데(晴英).
덴분 12년(1543년), 아마고 하루히사와의 전투에서 오우치군이 패주할 때 오우치 요시타카의 양사자이었던 오우치 하루모치(大内晴持)가 사망하였기에 후사를 잃은 요시타카가 자신의 자형인 요시아키로부터 차남 하치로 하루히데를 유자로 삼았다. 무로마치막부 제12대 정이대장군 아시카가 요시하루로부터 편휘를 받아 '하루히데'(晴英)라고 이름지어졌다.
요시나가(하루히데)는 양사자가 아니라 유자였고, 요시타카에게 친아들이 태어나지 못할 경우에만 요시나가가 가독을 상속하는 것이었으나, 오토모씨 측에서는 이를 받아들였다. 그러나 덴분 14년(1545년) 요시타카에게 친아들 요시타카(義尊)가 태어나 요시나가는 귀국하였다. 이때 오우치 요시타카의 친아들 탄생과 하루히데의 파양은 규슈의 모든 다이묘들에게 큰 충격을 주었다고 한다.

### 괴뢰 당주
오우치 요시타카의 중신 스에 다카후사(陶隆房, 혹은 스에 하루카타(陶晴賢))가 요시타카에게 모반을 꾸며, 다카후사는 덴분 20년(1551) 5월 하루히데를 오우치씨의 새로운 당주로 삼고자 하였다. 하루히데의 친형 오토모 소린은 당초 다카후사가 하루히데를 괴뢰로 옹립하려하는 것일 뿐 자신의 정권이 흔들리지 않는다면 폐위될 것이라고 생각하여 반대하였지만 하루히데는 오우치씨의 당주를 바라면서 '이 요청을 거절하면 중상을 받는 것이 억울하지, 목숨은 아깝지 않다'고 주장, 소린도 이를 인정하였다. 9월에 모반을 일으켜서, 양부 요시타카(大内義隆)와 양부의 친아들 요시타카(大内義尊)를 죽였다.(다이네이지의 변) 오우치 영내에 혼란이 수습된 이후인 덴분 21년(1552) 3월 3일, 야마구치(山口)에 입성하려 오우치가의 새 당주로 옹립되었다. 이때 오우치씨의 조상으로 모셔지는 백제 임성태자가 상륙했다는 전설이 있는 스오국(周防国) 다타라(多々良) 해변에 상륙하여 야마구치로 갔고, 오우치씨 고사를 답습하여 당주로서의 정통성을 보이려 했다고 보인다. 또한 다카후사도 하루히데를 군주로서 맞이하는 것을 안팎에 천명하였기에 하루히데로부터 편휘를 받아 하루카타(晴賢)로 개명하였다. 이때 정치이 관하여서는 문서형식이나 봉서(奉書), 직서(直書) 모두 요시타카 시개와 같이하여, 하루히데의 명령을 하루카타가 받드는 형태가 되었다. 그러나 편휘는 보통 두 번째 글자를 받는 것이나, 하루카타는 첫 번째 글자를 받는다는 점에서, 하루히데와 하루카타의 주종관계는 보통과는 완전히 다르다는 것을 보여준다.。
덴분 22년(1553년) 봄, 무로마치막부 13대 쇼군 아시카가 요시후지(足利義藤, 훗날 요시테루義輝)로주터 편휘를 받아서 요시나가(義長）로 개명, 같은해 윤1월 27일, 종5위하(従五位下) 좌경대부(左京大夫)에 서임되었다. 이는 역대당주들을 따라 오우치가 당주인 것을 강조하기 위한 것이었다.。
그러나 당주가 되었다 하여도 실제론 하루카타의 괴뢰였다. 덴분 23년(1554) 3월, 삼본마쓰성(三本松城)의 성주 요시미씨(吉見氏) 토벌에 총지휘관으로 출정했지만 전군의 지휘는 하루타가가 사실상 잡고 있었다.(삼본마쓰성 전투三本松城の戦い）
또한 고지(弘治) 2년(1556) 명(明)과의 감합무역 재개를 위하여 명에 사자를 파견하였지만 명으로부터 정통 오우치 당주로서 승인을 거절당하였다.

### 방장경략과 최후
고지 원년(1555년) 하루카타가 모리 모토나리(毛利元就)와의 이쓰쿠시마 전투(厳島の戦い)에서 패전하여 사망하자, 오우치 요시오키(大内義興)의 외손자이자 오토모의 방계 출신으로 한 차례 파양된 이력이 있던 양자 요시나가의 구심력은 작아졌으며, 하루카타의 모반과 내홍 등으로 약해졌던 가신단은 완전히 붕괴, 오우치가는 급속히 쇠퇴해 갔다.
요시나가의 친형 오토모 소린에게 원군을 요청했지만, 소린은 모토나리와의 사이에서 오우치령의 분할에 관한 밀약을 맺었기에 응하지 않았다. 또한 소린은 오우치가의 가독에 관심이 없었으며 어떤 야심도 없다는 것을 모토나리에게 약속하였다.
배후의 안전을 획득한 모리씨(毛利氏)는 방장경략(防長経略, 스오周防와 나가토長門 일대를 경략하는 것)에 나서, 코지3년(1557) 3월, 야마구치(山口)를 침공하였다. 요시나가는 적은 병사로 방어했으나 끝내 고노미네성(高嶺城)을 포기하고 중신 나이토 다카요(内藤隆世)의 나가토 가쓰야마성(且山城, 勝山城)으로 패주하였다. 그러나 곧 모리군의 후쿠바라 사다토시(福原貞俊)가 가쓰야마성을 포위, 다카요는 요시나가의 구명을 조건으로 성문을 열고 할복자살하였다. 요시나가도 나가토 쵸후쿠인(長福院, 현재의 코잔지功山寺)에 들어간 후 모리군에게 포위되어 할족을 강요받았고, 스에 하루카타의 막내아들 스에 츠루쥬마루(陶鶴寿丸) 등과 4월 3일 자살하였다. 향년 26세였다.
사세구(辞世の句, 세상을 떠나면서 남기는 글)는 '꾀어내어도, 무언가 원통하여, 때가 와서는, 광풍이 아니어도, 꽃이야 흩날리네(誘ふとて　何か恨みん　時きては　嵐のほかに　花もこそ散れ)'인데, 이는스스로 광풍이 불러오지 않아도 언젠가 흩어지고 마는 꽃에 비유한 것으로, 당시 전국시대에도 보기 드문 명구로 이름이 높다.
요시나가의 죽음으로 인하여 서국(西国) 명문 오우치씨는 멸망하였으나, 이후 오우치 데루히로(大内輝弘)가 오토모씨 지원을 받아 스오에 상륙, 오우치씨 부흥을 시도하였다.(오우치 데루히로의 난大内輝弘の乱) 또한 일찍부터 분리해 나간 방계 야마구치씨가 에도시대에 다이묘로서 존속하였다.
또한 모토나리는 요시나가 사후 코지3년 5월 14일, 오토모 소린에게 오우치가의 부흥에 관하여 의견을 요구했지만, 소린은 오우치가의 단절을 권하여, 부흥은 거절당하였다. 에이로쿠(永禄) 2년(1559), 무로마치막부 쇼군 아시카가 요시테루(足利義輝)가 소린에 대하여 규슈 단다이(九州探題) 직과 함께 오우치씨 가독계승을 인정하는 어내서(御内書)를 발급하였다.。

## 편찬을 받은 인물
晴英時代(「晴」の字)
- 스에 하루카타 - 첫 이름은 다카후사.

※'맑음'자는 제12대 장군 아시카가 요시하루로부터 받은 것으로 이를 준 것으로 보아 하루카다가 의장으로부터 상당한 대우를 받았음을 알 수 있다.
義長時代(「長」の字)
- 이이다 나가히데-도하루카네의 모반에 협조한 이이다 오키히데의 적남.청현 멸망 후, 의장의 형·대우 의진(후의 종린)의 가신이 되어 그 편박을 받아 「진돈」으로 개명.
- 도장방 - 청현의 적남
- 스기나가 소-후의 스기모토 노부노부.
- 노다 나가후사 - 문다씨 일족, 노다 다카카타의 아들? (우다가케 성 참조)

※ 제13대 장군 아시카가 요시테루로부터 거듭 편찬을 받는 형식으로 '요시나가'로 개명하였는데, 이 이름은 조부 오오토모 요시나가와 같은 칭호이다.이것이 우연인지 할아버지를 닮아 이름을 지었는지는 불분명하다.

## 등장 작품

### 드라마
- 『모리 모토나리』(1997년, NHK 대하드라마, 주연: 미츠이 토모히로)
- 『오토모 소린~마음의 왕국을 찾아서』(2004년, NHK 대하드라마, 주연: 사카가미 시노부)